# Dicrurus fuscipennis
Dicrurus fuscipennis е вид птица от семейство Dicruridae. Видът е застрашен от изчезване.

## Разпространение
Видът е разпространен в Коморските острови.